# Пацха
Пацха (абх. аҧацха)— традиционная кухня, то есть отдельно стоящее строение во дворе абхазского дома. Традицию готовить в пацхе переняли и другие народности Кавказа, например, мегрелы.
В старину стены у пацхи были сплетены из ореховой лозы, да так хитро, что помещение одновременно проветривалось, но не выстужалось.

## Этимология
Слово пацха произошло от абхазского слова «абыцакьа», «абацкьа» «плетенка», используемом до сих пор также в абхазской диаспоре в Турции,  и употребляемом  в тапантском и ашхарском говорах абазин. Этимологически слово «абыцакьа»
довольно прозрачно: абыц (абац) 'ветви, используемые для плетения' и кьа 'плоский'.

## Описание
Плетеные стены пацхи устанавливаются на плоских тесаных бревнах, связанных между собой по углам врубкой и положенных в форме правильного прямоугольника, которые служили основанием. Они подкрепляются камнями, чтобы предохранить их от гниения. 
Пацха имеет две двери, передняя называется "верхней" а задняя – "нижней". Двери пацхи изготавливают из досок, петли делают в кузне, с внутренней стороны дверь закрывается металлическим крючком – азырза, а снаружи – вращающимся деревянным затвором – алыкә.
Пацха может иметь два, иногда и три помещения – ҩ-ҿык, ма х-ҿык. Наибольшее из них располагается обычно справа от входа. 
В центре помещения, ближе к "нижней" двери располагается открытый очаг – ахәышҭаара. 

Обычно очаг двойной. Над одной частью стоит котел с водой, в нём обычно отваривают домашнюю курицу. Рядом обычно ставят
котелок или кастрюлю для приготовления мамалыги (традиционная кукурузная каша, которая используется и как горячая закуска и вместо хлеба).
Здесь же рядом в старину часто разжигали костер, так как открытый огонь был нужен для копчения мяса и сыра. Для вентиляции над костром в
потолке пацхи делали отверстие, куда уходил дым. Предварительно просоленное мясо (обычно говядину) подвешивали над костром к железному
закопченному кольцу с крючьями. Над кольцом примерно в двух метрах над костром висит на цепях решетка. На ней лежат круги рассольного сыра
сулугуни. Сыр коптится, постепенно приобретая коричнево-золотистую корочку. Копченый сыр потом будут нарезать толстыми ломтями и класть в
горячую мамалыгу — главную еду на столе. Копченое мясо обычно режут и поджаривают на сковороде.

## Упоминание в литературе
В произведении абхазского писателя Б.Шинкуба «Последний из ушедших» приводятся такие слова героя:
«Сокровенным желанием моим было хотя бы одну ночку провести в убыхской пацхе. Ах, какие волшебные сны снятся под ее кровлей! Какая бы ни стояла летом жара, в пацхе никогда не бывает душно. Через ее плетеные стены, как из-под птичьих крыл, течет дуновение ветра. А по ночам через те же щели льется лунный свет, и ты ощущаешь его на своем лице».